# 3-Stunden-Rennen von Luanda 1973
Das 3-Stunden-Rennen von Luanda (portugiesisch 3 Horas Internacionais de Luanda) war ein Sportwagenrennen, das am 29. Juli 1973 in der angolanischen Hauptstadt Luanda ausgetragen wurde. Das mit internationaler Besetzung gefahrene Rennen dauerte ungeachtet seines Titels nur zwei Stunden. Nach Problemen mit der Kraftstoffversorgung konnte es erst mit zeitlicher Verzögerung gestartet werden und wurde angesichts des bevorstehenden Sonnenuntergangs um eine Stunde verkürzt. Sieger waren der Brite Roger Heavens und der Südafrikaner Guy Tunmer.

## Hintergrund

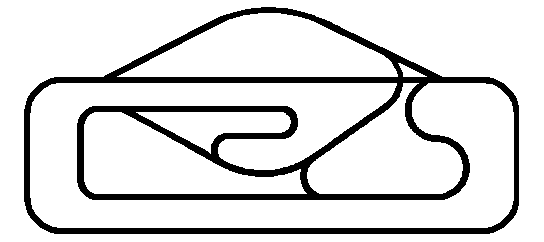
Autódromo de Luanda

Das 3-Stunden-Rennen von Luanda 1973 stellte den Saisonauftakt der angolanischen Sportwagenserie dar, die in diesem Jahr aus insgesamt drei Läufen bestand. Ausgetragen wurde es auf dem Autódromo de Luanda, einer im Mai 1972 eröffneten Motorsport-Rennstrecke, die der brasilianische Architekt Ayrton Cornelsen konzipiert hatte. Die Strecke liegt etwa 25 km außerhalb des Stadtzentrums von Luanda.
Um möglichst viele ausländische Fahrer für das Rennen zu interessieren, schrieb der Veranstalter hohe Prämien aus. Der Gesamtsieger erhielt ein Preisgeld von 25.000 US-$, das Preisgeld für den Gesamtzweiten lag bei 18.000 US-$, und für den Dritten betrug es 10.000 US-$. Hinzu kamen Prämien für die Sieger der unterschiedlichen Rennsportklassen.
Das Rennen erfuhr im August des Folgejahres als 2-Stunden-Rennen von Luanda eine Neuauflage, bevor die Motorsportaktivitäten, bedingt durch den Ausbruch des Bürgerkriegs in Angola, ab 1975 zunächst ihr Ende fanden.

## Starterfeld

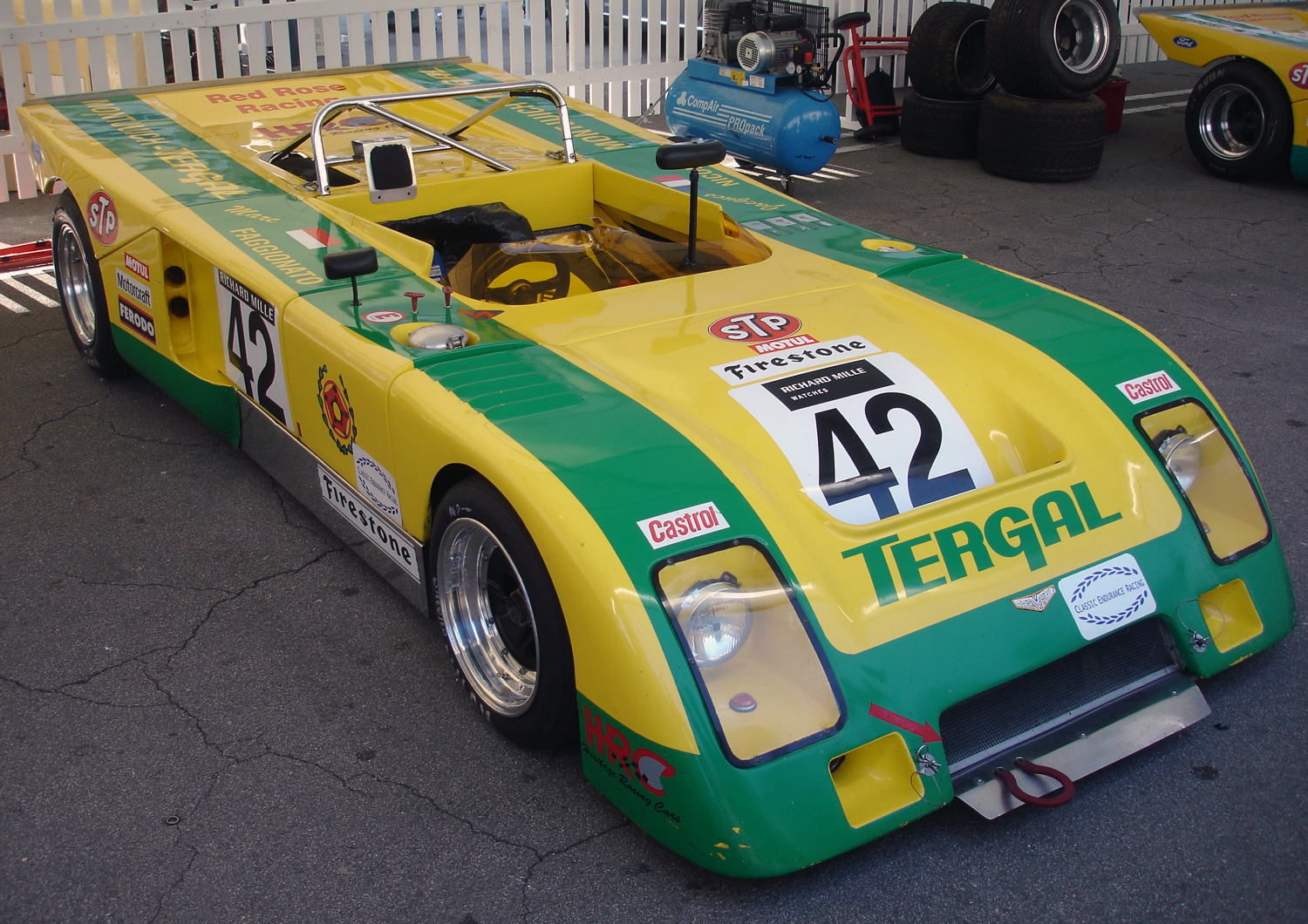
Das Auto des Siegerteams: Chevron B21

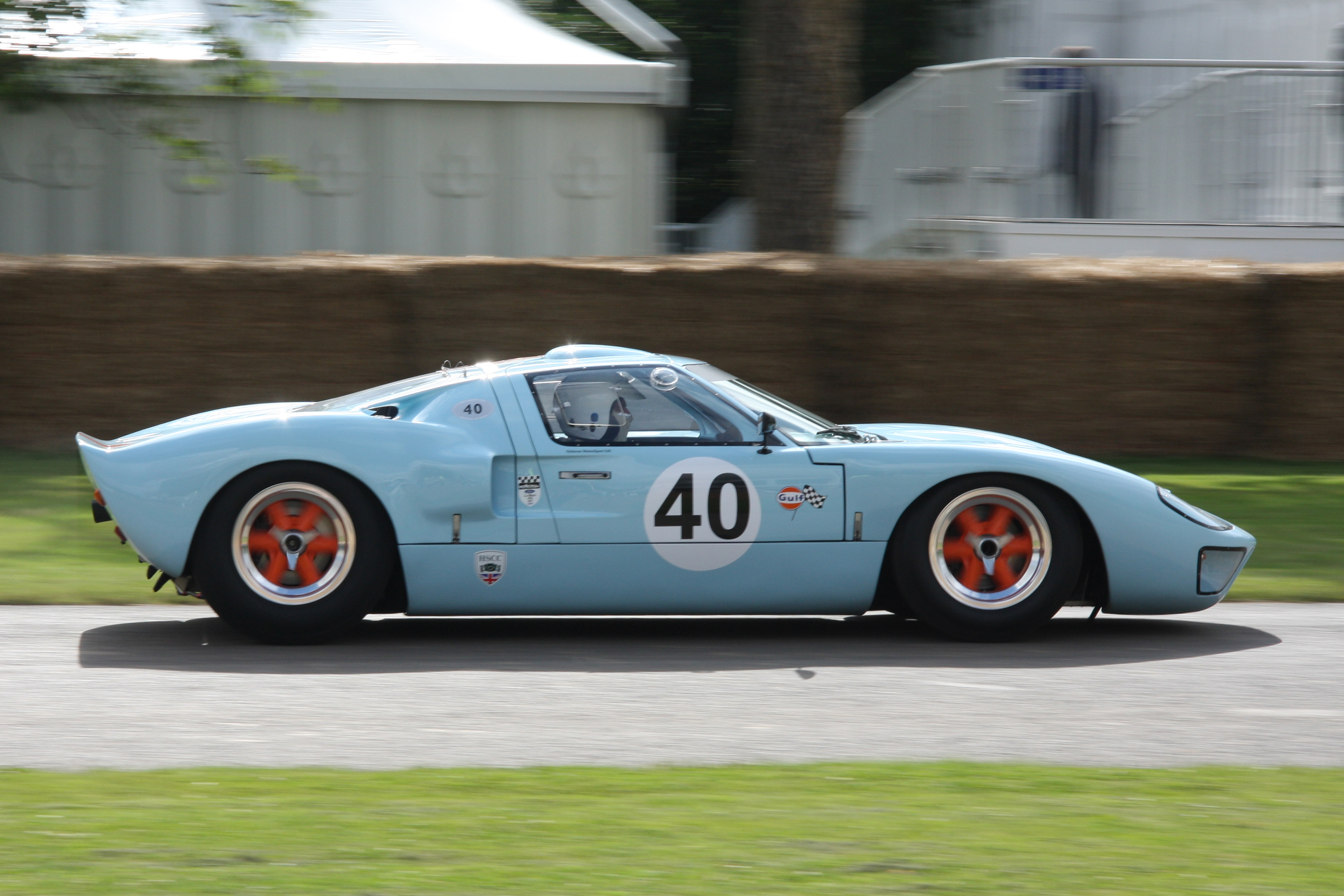
Ford GT40

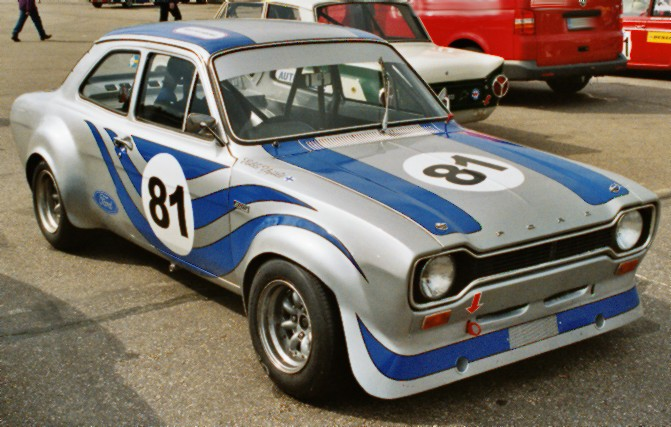
Trat in Luanda gegen Rennsportwagen an: Ford Escort mit Ford BDA-Motor

Das Starterfeld war international besetzt. Neben Rennfahrern aus Portugal, dessen Kolonie Angola 1973 noch war, ging eine Reihe britischer und südafrikanischer Piloten an den Start. Einige von ihnen waren professionelle Rennfahrer. Zu ihnen gehörten der ehemalige Formel-1- und Sportwagenpilot Mário de Araújo Cabral aus Portugal sowie Guy Tunmer aus Südafrika. Die meisten Fahrer waren allerdings Amateure: Der spätere Sieger Roger Heavens etwa war hauptberuflich Hotelier, und Ian Harrower war Buchhalter.
Insgesamt wurden 31 Fahrer für 18 Rennwagen gemeldet. Zugelassen waren Sportwagen der Gruppe 1 wie der Alfa Romeo Tipo 33, der Lola T292 oder die Chevron-Modelle B21 und B23, die überwiegend mit 2-Liter-Motoren von Ford ausgerüstet waren. Ford unterstützte das Rennen durch Motorenlieferungen für die bekanntesten Fahrer. Angolas Ford-Importeur Robert Hudson meldete mit dem Team Robert Hudson zudem einen eigenen Rennstall, der zwei Chevron an den Start brachte. Von den Ford-Fahrzeugen hob sich der Lola T292 des Teams Autodel (Cabral und Peixinho) ab, der mit einem 2,0 Liter großen BMW-Motor ausgestattet war, den Schnitzer Motorsport in Deutschland vorbereitet hatte und der als einziges Triebwerk im Starterfeld eine elektronische Benzineinspritzung hatte.
Neben diesen Rennsportwagen starteten auch einzelne mehr oder weniger stark modifizierte Straßensportwagen wie ein Ford Capri, ein von Steinmetz getunter Opel Manta und mehrere BMW 2002.

## Das Rennen

### Verkürzung der Renndauer
Die Ausschreibung sah eine auf drei Stunden angelegte Veranstaltung vor. Auf Werbeplakaten und in Anzeigen war das Rennen dementsprechend als „3 Horas Internacionais de Luanda“ bezeichnet. Technische Probleme im Vorfeld des Rennens führten allerdings zu einer Verkürzung auf zwei Stunden, weshalb dieses Rennen heute häufig auch als „2 Horas Internacionais de Luanda“ ausgewiesen wird.
Auslöser für die Verkürzung war ein Defekt im zentralen Benzintank, der in der Boxengasse untergebracht war und alle Fahrzeuge mit Treibstoff versorgen sollte. Der Schwimmer im Tank war unbeweglich, sodass die Füllmengenanzeige noch ein Restvolumen von 4000 Litern angab, als der Tank tatsächlich bereits leer war. Damit konnten nicht alle Fahrzeuge mit der erforderlichen Treibstoffmenge befüllt werden. Dieser Defekt fiel erst am Rennvormittag auf. Die Organisatoren ließen daraufhin zusätzlichen Treibstoff mit Hubschraubern und Tanklastwagen aus Luanda an die Rennstrecke bringen. Dadurch verzögerte sich die Betankung erheblich, und der Rennstart musste mehrfach verschoben werden. Als schließlich alle Fahrzeuge betankt waren, war absehbar, dass das Rennen bei der vorgesehenen Dauer von drei Stunden erst nach Einbruch der Dunkelheit enden würde. Da keine ausreichenden Beleuchtungsanlagen zur Verfügung standen, verkürzten die Organisatoren schließlich die Renndauer um eine Stunde, um so ein Rennende bei Tageslicht zu gewährleisten.

### Rennverlauf
Das Rennen gewannen Roger Heavens und Guy Tunmer, die bereits im Qualifikationstraining die beste Zeit herausgefahren hatten. Heavens und Tunmer legten in zwei Stunden 48 Runden zurück. Heavens fuhr auch die schnellste Runde. Das Team Cabral/Peixinho im Schnitzer-BMW-Lola schied bereits in der vierten Runde nach einem Motordefekt aus.

## Meldeliste
| Team                      | Nr. | Fahrer                                  | Chassis              | Motor          |
| ------------------------- | --- | --------------------------------------- | -------------------- | -------------- |
| Autodel                   | 01  | Antonío Peixinho Mário de Araújo Cabral | Lola T292            | BMW-Schnitzer  |
|                           | 02  | Mabílio de Albuquerque Jorge Pego       | Lola T210            | Ford           |
|                           | 03  | Fernando Coelho                         | Alfa Romeo Tipo 33/2 | Alfa Romeo     |
| Irmãos Unidos de Benguela | 09  | Emílio Marta                            | Ford GT40            | Ford           |
| Roger Heavens Racing      | 012 | Roger Heavens Guy Tunmer                | Chevron B21          | Ford           |
| Team Robert Hudson        | 014 | Andrew Fletcher William Tuckett         | Chevron B21          | Ford           |
| Promoto Racing            | 015 | José Uriarte Roy Johnson                | Chevron B21          | Ford           |
|                           | 017 | Hélder de Sousa                         | Opel Manta           | Opel-Steinmetz |
| Promoto Racing            | 019 | Alan Stubbs                             | Scorpion LB4         | Ford FVA       |
| Team Robert Hudson        | 0   | Ian Harrower „James Bell“               | Chevron B19          | Ford           |
|                           | 0   | Portela Ribeiro                         | Fiat Dino            | Fiat           |
| Team Bonnier              | 0   | Ray Fallo André Verney                  | Lola T292            | Ford           |
|                           | 0   | Carlos Coelho Vincente Paiva            | Ford Escort          | Ford           |
| Dorset Racing             | 0   | Tony Birchenhough Lee Kay               | Lola T290            | Ford           |
|                           | 0   | John Rowe John Trotter                  | Chevron B19          | Ford           |
|                           | 0   | „Esperto“ „Vimor“                       | BMW 2002             | BMW            |
|                           | 0   | Wimar Gomes                             | Ford Capri           | Ford           |
|                           | 0   | Castro da Silva A. Carneiro             | BMW 2002             | BMW            |

## Rennergebnisse
| Position | Fahrer                            | Chassis     | Runden |
| -------- | --------------------------------- | ----------- | ------ |
| 01       | Roger Heavens Guy Tunmer          | Chevron B21 | 48     |
| 02       | José Uriarte Roy Johnson          | Chevron B21 | 48     |
| 03       | John Rowe John Trotter            | Chevron B21 | 48     |
| 04       | Ian Harrower „James Bell“         | Chevron B19 | 43     |
| 05       | Emílio Marta                      | Ford GT40   | 43     |
| 06       | Mabílio de Albuquerque Jorge Pego | Lola T210   | 43     |
| 07       | Tony Birchenhough Lee Kay         | Lola T290   | 42     |
| 08       | Castro da Silva A. Carneiro       | BMW 2002    | 39     |
| 09       | Portela Ribeiro                   | Fiat Dino   | 39     |
| 010      | Wimar Gomes                       | Ford Capri  | 39     |
| 011      | Ray Fallo André Verney            | Lola T290   | 36     |